# Großebersdorf
Großebersdorf je obec v okrese Mistelbach v Dolních Rakousích. Žije zde přibližně 2 200 obyvatel.

## Geografie
Großebersdorf leží asi 15 km severně od Vídně v území přecházející v Moravské pole v pahorkovité krajině Weinviertelu. Katastrální území se rozkládá kolem silnice B7 (Brněnská silnice), nyní hlavní silnice spojující Vídeň s Moravou.
Plocha katastrálního území činí 18,02 kilometrů čtverečních a 7,72 % plochy je zalesněna.
Obec sestává z katastrálních území „Eibesbrunn“, Großebersdorf, „Manhartsbrunn“ a Putzing.

## Historie

### Vývoj počtu obyvatel
V roce 1971 zde žilo 1 491 obyvatel, 1981 1 514, 1991 měla obec 1 984 obyvatel, při sčítání lidu v roce 2001 měla 2 159 obyvatel a ke dni 1. dubna 2009 žije v obci 2 254 obyvatel.

## Politika
Starostou obce je Dr. Josef Krist, vedoucím kanceláře Franz Hangelmann.
V obecním zastupitelství je 21 křesel, po volbách dne 6. března 2005 jsou mandáty rozděleny takto: (ÖVP) 15, (SPÖ) 5 a (FPÖ) 1.

## Hospodářství a infrastruktura
Nezemědělských pracovišť bylo v obci v roce 2001 99, zemědělských a lesních pracovišť v roce 1999 bylo 108. Počet výdělečně činných osob v roce 2001 v místě bydliště byl 1 028, to představuje 49,23 % z počtu obyvatel.